# 渡辺澄夫
渡辺 澄夫（わたなべ すみお、1959年 - ）は、日本の研究者。東京工業大学教授。長野県中野市生まれ。専門は数理情報学。博士（工学）。

## 略歴
- 1977年　長野県須坂高等学校　卒業
- 1982年　東京大学理学部物理学科　卒業
- 1987年　京都大学大学院 理学系研究科 数理解析専攻 博士課程 単位取得退学
- 2001年　東京工業大学　教授
- 2007年　市村学術賞
- 2024年　東京工業大学　名誉教授

## 主な業績
学習理論における代数幾何学的構造の発見

## 主な著書
- 「データ学習アルゴリズム」- 共立出版, 2001.
- 「数学の楽しみ2004年秋号」 の中の記事「数学への夢・数学に託す夢」-　日本評論社, 2004.
- 「確率と統計 - 情報学への架橋」-　コロナ社, 2005.
- 「学習システムの理論と実現」-　森北出版, 2005.
- 「代数幾何と学習理論」 -森北出版, 2006.
- 「Algebraic Geometry and Statistical Learning Theory」- CAMBRIDGE UNIVERSITY PRESS, 2009.